# Anse Royale
Anse Royale ist ein Verwaltungs-Distrikt der Seychellen auf der Insel Mahé.

## Geographie

Distrikte der Seychellen

Der Distrikt liegt an der Ostküste von Mahé. Er wird begrenzt von den Distrikten Anse Boileau, Au Cap, Baie Lazare, sowie Takamaka im Süden.
In dem Talkessel befindet sich auch die University of Seychelles.
Der Distrikt hat den ISO 3166-2-Code SC-05.